# Svobodni (Olguinski)
|  | Per a altres significats, vegeu «Svobodni». |

Svobodni - Свободный (rus) - és un khútor del krai de Krasnodar, a Rússia. Es troba a la vora del riu Kuban. És a 34 km al nord-est d'Abinsk i a 50 km al nord-oest de Krasnodar.
Pertany al khútor d'Olguinski.